# Торговець акціями
Торговець акціями (англ. stock trader) — це особа, яка намагається отримати прибуток від різниці цін купівлі та продажу цінних паперів, таких як акції. Біржові трейдери можуть бути професіоналами, що торгують від імені фінансової компанії, або окремими особами, які торгують від свого імені.
Індивідуальні трейдери, яких також називають роздрібними трейдерами, часто купують і продають цінні папери через брокерську компанію чи іншого агента. Інституційні трейдери часто працюють у компаніях з управління акивами, пенсійних фондах або хедж-фондах. У результаті інституційні трейдери можуть мати більший вплив на ринки, оскільки їхні угоди набагато більші, ніж у роздрібних трейдерів.

## Типи біржових трейдерів

### Денний трейдер (дейтрейдер)
Дейтрейдер — торговець, що входить і виходить з кількох позицій протягом одного дня. Ці трейдери ніколи не утримують позицію від одного торгового дня до наступного, тому їх називають внутрішньоденними трейдерами. Вони, як правило, працюють з акціями, опціонами, валютними парами, ф'ючерсами та криптовалютами.

### Свінг-трейдер
Свінг-трейдер витрачає більше часу на моніторинг акцій, одночасно оцінюючи наявні можливості. Свінг-трейдери можуть утримувати позицію протягом кількох днів з метою отримати більшу частину руху ціни цінного паперу. Свінг-трейдери можуть вивчати ринок протягом кількох днів або тижнів, перш ніж укласти угоду. Ці торговці, як і багато інших трейдерів, здебільшого використовують графіки та методи технічного аналізу для пошуку як точок входу так і точок виходу із позицій.

### Buy and Hold трейдер

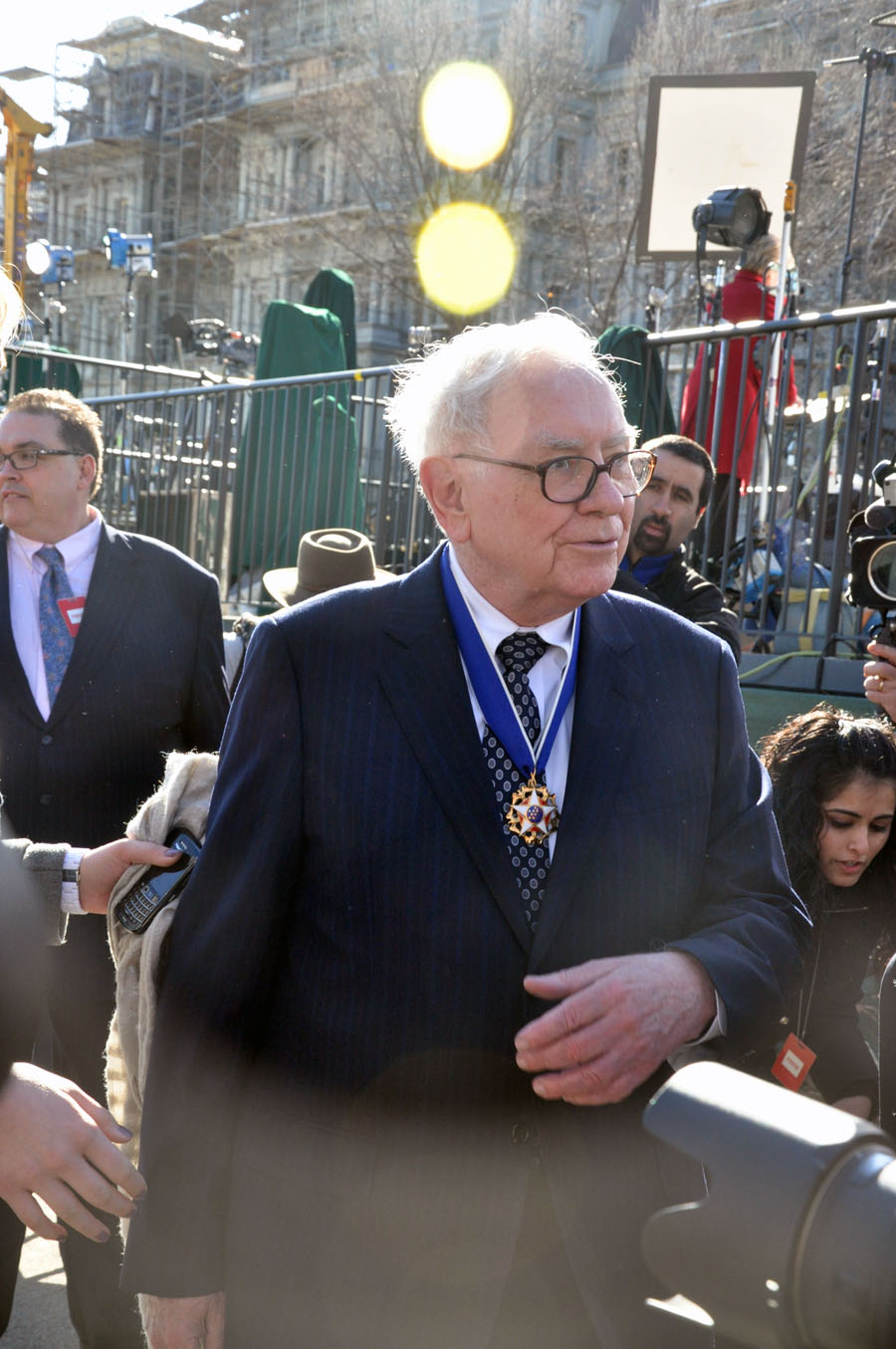
Воррен Баффет — один із найбільш успішних інвесторів сучасності

Трейдер, що купує та тримає (англ. buy and hold ), є довгостроковим трейдером. Таких трейдерів зазвичай називають інвесторами у цінні папери. Цей підхід є найпоширенішим. Інвестор не зосереджується на короткострокових змінах ціни, оскільки мета полягає в тому, щоб утримувати акцію (або частіше портфель акцій) роками з вірою в те, що ціна акцій компанії з часом зросте. Трейдери, які купують і тримають, можуть продовжувати утримувати акції протягом рецесії та економічної кризи, незважаючи на падіння ринку, оскільки їх план передбачає володіння акцією протягом довгого періоду часу.

### Моментум трейдер
Це торговці, що намагаються заробити на імпульсному русі ціни акції. Їх мета якомога швидше визначити акцію, яка почала імпульсний рух і відкрити угоду на купівлю чи продаж відповідно до сторони руху, розраховуючи, що він продовжиться.
Моментум-торгівля передбачає використання переваг коливань ринкової ціни, що називається волатильністю, шляхом укладення короткострокових угод із зростанням цін і волатильністю та продажу їх, коли імпульс змінюється. Імпульсний трейдер постійно шукає наступну ринкову хвилю, подібно серферу, який намагається зловити наступну хвилю.